# 高橋善正
高橋善正（1944年5月5日—），日本棒球選手、教練，出生於高知県高岡郡窪川町，曾經效力於日本職棒讀賣巨人等隊伍，於1977年退休，生涯通算60次勝投。